# TT222
TT222 (Theban Tomb 222) è la sigla che identifica una delle Tombe dei Nobili ubicate nell'area della cosiddetta Necropoli Tebana, sulla sponda occidentale del Nilo dinanzi alla città di Luxor, in Egitto. Destinata a sepolture di nobili e funzionari connessi alle case regnanti, specie del Nuovo Regno, l'area venne sfruttata, come necropoli, fin dall'Antico Regno e, successivamente, sino al periodo Saitico (con la XXVI dinastia) e Tolemaico.

## Titolare
TT222 era la tomba di:
| Titolare                           | Titolo                                  | Necropoli    | Dinastia/Periodo                       | Note              |
| ---------------------------------- | --------------------------------------- | ------------ | -------------------------------------- | ----------------- |
| Hekammatranakhte, detto anche Turo | Primo Profeta di Montu, Signore di Tebe | Qurnet Murai | XIX-XX dinastia (Ramses III-Ramses IV) | a nord della TT40 |

## Biografia
Uniche notizie biografiche ricavabili dalla TT222 sono il nome della moglie, Wiay, Capo dell'harem di Monthu, e dei figli, Userhat e Panebmonthu, a loro volta Capi dei Profeti di Monthu.

## La tomba
TT222 presenta planimetricamente forma a "T" rovesciata, tipica del periodo costituita. Un corridoio dà accesso a una sala trasversale, sulle cui pareti sono riportati (1 in planimetria) brani del Libro delle Porte e il defunto che offre libagioni alle divinità tra cui un pilastro djed umanizzato. Il figlio Userhat offre libagioni al defunto e alla moglie; sul lato corto della sala (2), su due registri sovrapposti, due barche divine, il defunto in offertorio a Ramses IV e persone che offrono libagioni al defunto e alla moglie. Poco discosto (3) il defunto adora Ramses III e scene, solo abbozzate, di offertorio a un re. Un corridoio, sulle cui pareti (4) sono riportati pilastri djed, immette in una lunga sala perpendicolare alla precedente. Sulle pareti: (5) brani del Libro delle Porte e scene della processione funeraria; su due registri (6) il defunto con quattro vitelli dinanzi a Ra-Horakhti. Su altra parete (7), su tre registri resti di scene di processione funeraria con i Campi di Aaru; dolenti, macellai, barche sul fiume; su un'isola tre scene: un prete e un macellaio dinanzi a una dea, un prete che purifica la mummia e il figlio Panebmonthu, Primo Profeta di Monthu, assistito da una dea, purifica la mummia. Un uomo offre libagioni alla mummia sdraiata su un catafalco (l'immagine si trova oggi al Museo di Liverpool); poco oltre (8) il defunto dinanzi a Osiride e a una dea e il defunto seduto, con la moglie, in una scena non ultimata. Su altra parete della sala più interna (9), il defunto dinanzi a Osiride e, di fronte (10), il defunto dinanzi a Ptah. Sul fondo una nicchia: sulle pareti il defunto dinanzi a due divinità; sul fondo persone dinanzi a una tavola per offerte.

### Annotazioni
1. ↑  La numerazione dei locali e delle pareti segue quella di Porter e Moss 1927, p. 318.
2. ↑  La prima numerazione delle tombe, dalla numero 1 alla 253, risale al 1913 con l'edizione del "Topographical Catalogue of the Private Tombs of Thebes" di Alan Gardiner e Arthur Weigall. Le tombe erano numerate in ordine di scoperta e non geografico; ugualmente in ordine cronologico di scoperta sono le tombe dalla 253 in poi.
3. ↑  I campi della Duat, ovvero l'aldilà egizio, si trovavano, secondo le credenze, proprio sulla riva occidentale del grande fiume.
4. ↑  Nella sua epoca di utilizzo, l'area era nota come "Quella di fronte al suo Signore" (con riferimento alla riva orientale, dove si trovavano le strutture dei Palazzi di residenza dei re e i templi dei principali dei) o, più semplicemente, "Occidente di Tebe".
5. ↑  le Tombe dei Nobili, benché raggruppate in un'unica area, sono di fatto distribuite su più necropoli distinte.
6. ↑  Le note, sovente di inquadramento topografico della tomba, sono tratte dal "Topographical Catalogue" di Gardiner e Weigall, ed. 1913 e fanno perciò riferimento alla situazione dell'epoca.

### Fonti
1. ↑  Gardiner e Weigall 1913.
2. ↑  Donadoni 1999,  p. 115.
3. 1 2  Gardiner e Weigall 1913, p. 36.
4. ↑  Gardiner e Weigall 1913, pp. 36-37.
5. ↑  Gardiner e Weigall 1913, p. 37.
6. 1 2  Porter e Moss 1927,  p. 323.